# 中国 (令制国)
中国（ちゅうごく）とは、律令国の等級区分の一つである。国力（規模）による分類と、畿内からの距離による分類の2種類の分け方が存在した。

## 概要
古代の日本で律令制が布かれた時代に定められた。朝廷は中央集権体制を確立することを目的とし、地方行政区画の一環として国力により諸国を四等級に分けた。中国は「大国」・「上国」に次ぐ3番目の位の国で、「中規模の国」の意。なお、中国の下の4番目の位は「下国」であった。
それとは別に、畿内からの距離によって国を分ける方法も存在した。その場合は、畿内からの距離が近い「近国」と、遠い「遠国」の中間に位置する「中距離にある国」を意味する。それは現在の中国地方の語源であるという説も存在する。

## 延喜式による中国の一覧

### 国力基準
延喜式によれば、国力によって中国に分類される国は11ヶ国ある。
- 安房国
- 若狭国
- 能登国
- 佐渡国
- 丹後国
- 石見国

- 長門国
- 土佐国
- 日向国
- 大隅国
- 薩摩国

### 距離基準
畿内からの距離によって中国に分類される国は16ヶ国ある。
- 遠江国
- 駿河国
- 伊豆国
- 甲斐国

- 飛騨国
- 信濃国
- 越前国
- 加賀国

- 能登国
- 越中国
- 伯耆国
- 出雲国

- 備中国
- 備後国
- 阿波国
- 讃岐国